# 宣宗 (高麗王)
宣宗（せんそう、1049年10月9日 - 1094年6月17日）は高麗の第13代国王（在位：1083年 - 1094年）。姓は王、諱は運、初名は蒸、諡号は安成寬仁顕順思孝大王。文宗と仁睿太后李氏（李子淵の長女）の次男。

## 生涯
仏教と儒教の均衡的発展を土台に非常に安定し、外交でも契丹を含んだ宋、日本、女真などと広範囲な交易を推進して主導権を行使した。 
1094年5月に在位10年7ヶ月、46歳で死去した。

## 家族
- 思粛王后李氏
  - 献宗
  - 遂安宅主
- 貞信賢妃李氏
  - 敬和王后（睿宗の妃）
- 元信宮主李氏
  - 漢山侯 王昀